# San Isidro de Lules
San Isidro de Lules är en kommunhuvudort i Argentina.   Den ligger i provinsen Tucumán, i den norra delen av landet, 1 100 km nordväst om huvudstaden Buenos Aires. San Isidro de Lules ligger 418 meter över havet och antalet invånare är 28 359.
Terrängen runt San Isidro de Lules är varierad. Runt San Isidro de Lules är det ganska tätbefolkat, med 134 invånare per kvadratkilometer.. Närmaste större samhälle är San Miguel de Tucumán, 16,3 km nordost om San Isidro de Lules.
Trakten runt San Isidro de Lules består till största delen av jordbruksmark.